# Tri filozofa
Tri filozofa je jedna od najslavnijih slika velikog mletačkog slikara Giorgionea iz oko 1507. godine. On je bio jedan od prvih umjetnika koji je radio za bogate klijente, kao što je trgovac Taddeo Contarini, kojega je zanimalo okultno i alkemija, a koji je prvi posjedovao ovo platno.
Kao kod svih ostalih Giorgioneovih slika, značenje ovog djela je uvelike dvojbeno. Figure se mogu protumačiti kao tri razdoblja čovjekova života, tri mudraca, tri različite filozofske škole, pa čak i tri monoteističke religije. U svojim manjim slikama umjetnik je prihvaćao novije teme u kojima je ozračje dominiralo nad sadržajnim značenjem, a kao kod ostalih slikara mletačke škole slikarstva, boja je dominirala nad linijama.
Kompozicija je također neobična, s ljudskim figurama postavljenima uz rubne dijelove, dok je sredina prazna i nastavlja se u dubinu pejzaža. Tri prostorna plana su uravnotežena i mirna, a dijagonalni prodor koji sugerira tamna stijena je naglašen dinamičnim bojama koje izvlače desnu skupinu likova. Čiste boje intenzivnih tonova iostoje kao zasebni oblici, ali se svojim svjetlosnim vrijednostima suprotstavljaju tek na određenoj udaljenosti, što traži da se neprestano sagledava cjelina.
Giorgione se nije mnogo bavio pripremnim skicama i slikao je prizor izravno na platno bojama, i to umjesto metodoškog niza tankih slojeva jedan preko drugoga, kako je to bilo uobičajeno do tada, Giorgione je slikao spontanim nanosima čistih boja. Takav način slikanja je podosta upravljao krajnjim ishodom. Tako gusti nanosi i bogatstvo tonova na ovoj slici omekšavaju prijelaze, dok intenziteti pojedinih boja izdvajaju oblike kao samostalne. Upečatljivi sfumato učinci uporabom suptilnih tonova boja, hvataju neuhvatljive kvalitete svjetla i sjene.
Kako je Giorgione umro od kuge sa samo trideset godina 1510. god., tek je nekoliko slika pripisano izravno njemu. No, usprkos tomu njegov rad je privukao mnogo pozornosti i divljenja suvremenika. Njegove inovacije su potakle novootkriveno pejzažno slikarstvo, a njegovu tehniku je ubrzo prihvatio Titian.